# Église Saint-Sava de Drvar
Pour les articles homonymes, voir Église Saint-Sava.
L'église Saint-Sava (en serbe cyrillique : Храм Светог Саве ; en serbe latin : Hram Svetog Save) est située en Bosnie-Herzégovine, sur le territoire de la ville de Drvar et dans la municipalité de Drvar. Cette église a été construite entre 1936 et 1939.

## Architecture

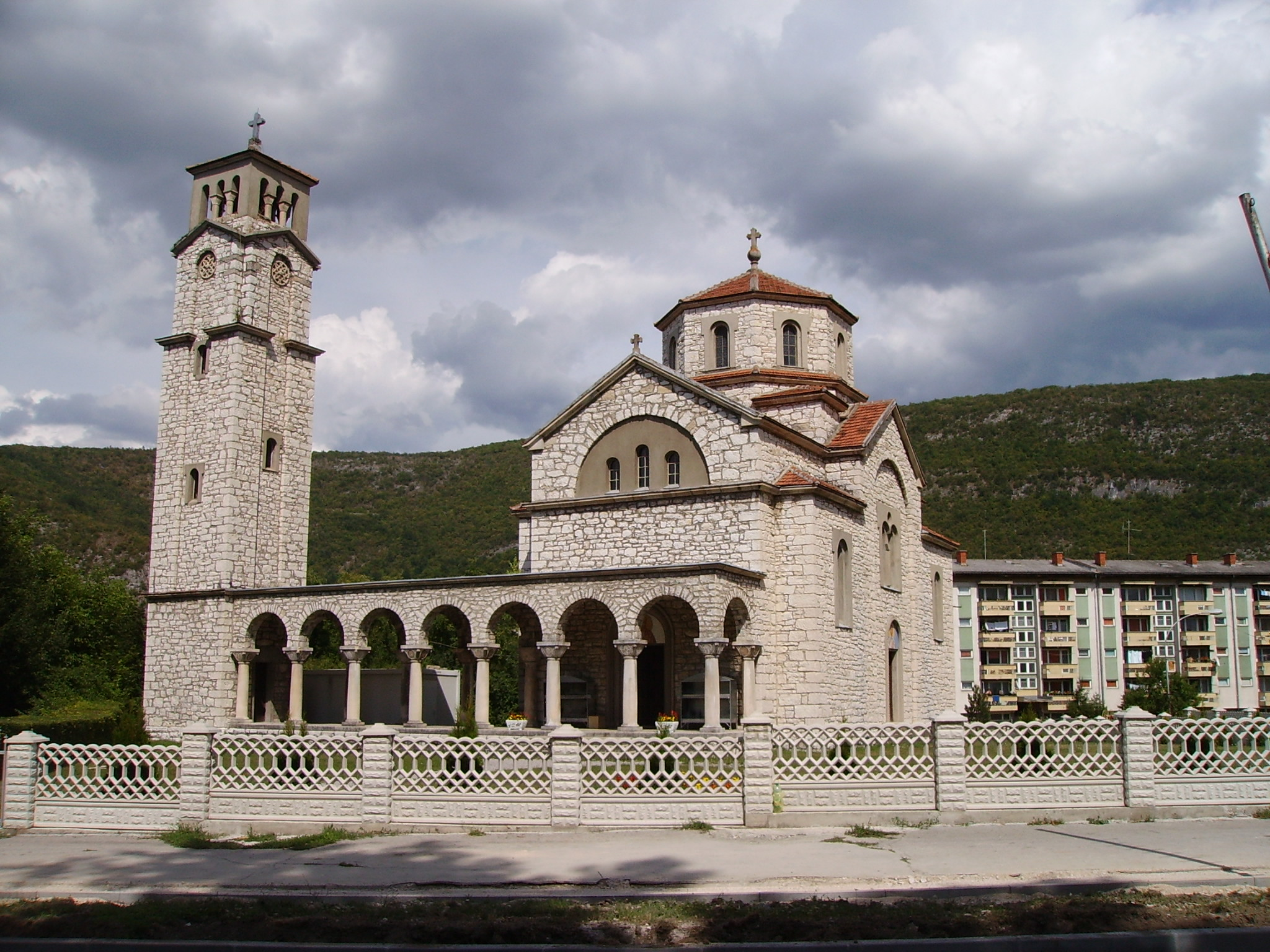
Autre vue de l'église